# Eno (Finnland)

Wappen der ehemaligen Gemeinde Eno

Lage von Eno in Finnland

Eno [ˈɛnɔ] ist eine ehemalige Gemeinde im Osten Finnlands mit knapp 6800 Einwohnern. Zum Jahresbeginn 2009 wurde sie zusammen mit Pyhäselkä in die Stadt Joensuu eingemeindet.
Eno liegt in der Landschaft Nordkarelien rund 30 km nordöstlich von Joensuu südlich des Pielinen-Sees an dessen Abfluss Pielisjoki. Die Gemeinde hat zwei Ortszentren: das Kirchdorf Eno mit etwa 2000 Einwohnern und das Industriezentrum Uimaharju mit etwa 1600 Einwohnern. Daneben gehören zu der Gemeinde die Dörfer Ahveninen, Karhunsalo, Kuisma-Majoinvaara, Louhioja, Luhtapohja-Palovaara, Paukkaja, Revonkylä, Sarvinki-Pirttivaara, Siikavaara-Savivaara-Pahkavaara und Ukkola.
Eno ist der wichtigste Industriestandort der Region. Vor allem die holzverarbeitende Industrie spielt eine große Rolle: Der größte Arbeitgeber der Gemeinde ist der Konzern Stora Enso mit einer Zellulosefabrik und einem Sägewerk. Traditionell hat der Pielisjoki-Fluss den Bewohnern von Eno durch Flößerei und Fischfang Beschäftigung geboten.
Das Wort eno bedeutet im heutigen Finnischen „Onkel mütterlicherseits“. Der Name der Gemeinde leitet sich aber von einem älteren gleichlautenden Wort mit der Bedeutung „Strom“ oder „großer Fluss“ ab und bezieht sich auf den Pielisjoki.

## Persönlichkeiten
- Matti Puhakka (1945–2021), Politiker
- Mari Eder (* 1987), Biathletin und Skilangläuferin

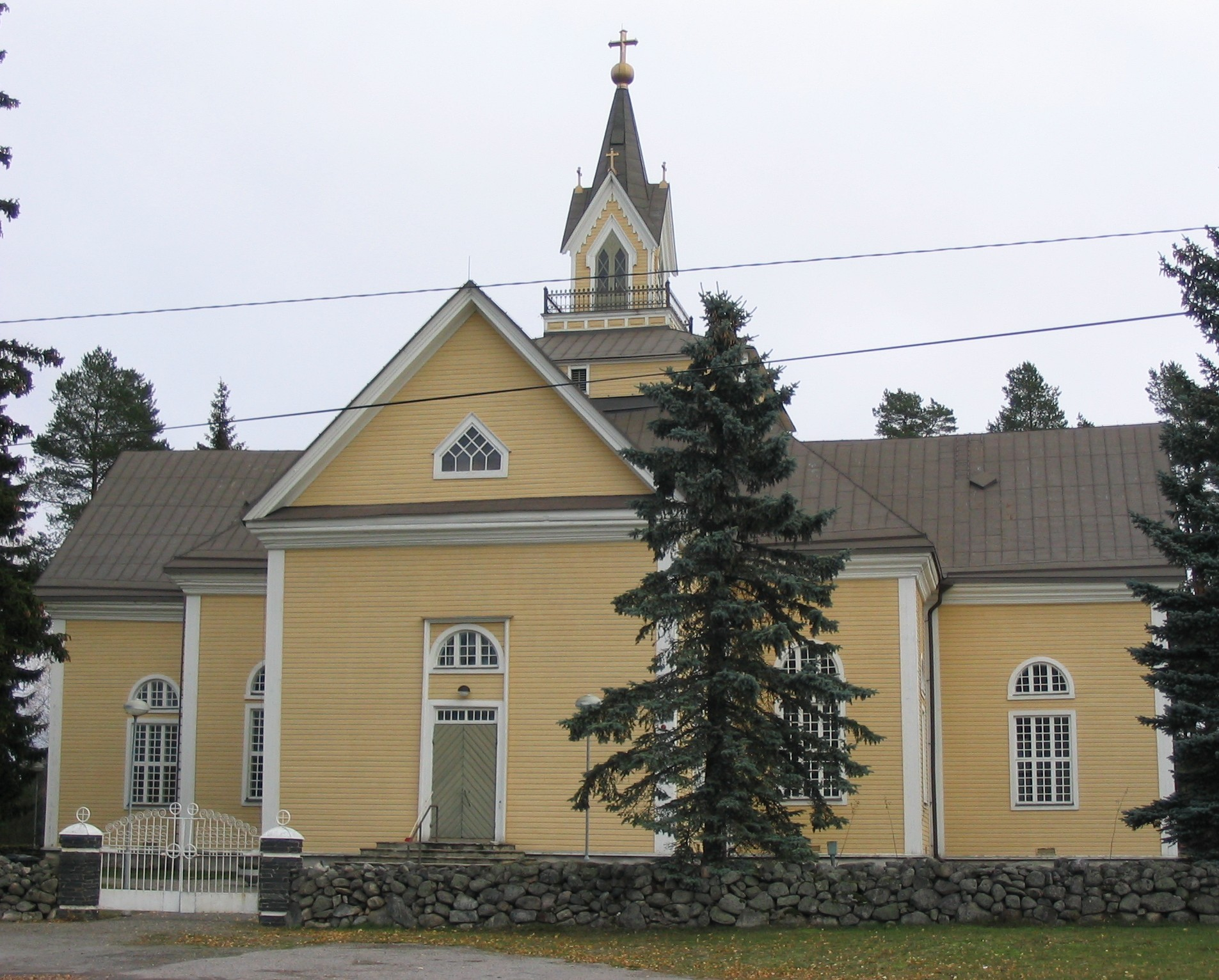
Kirche von Eno
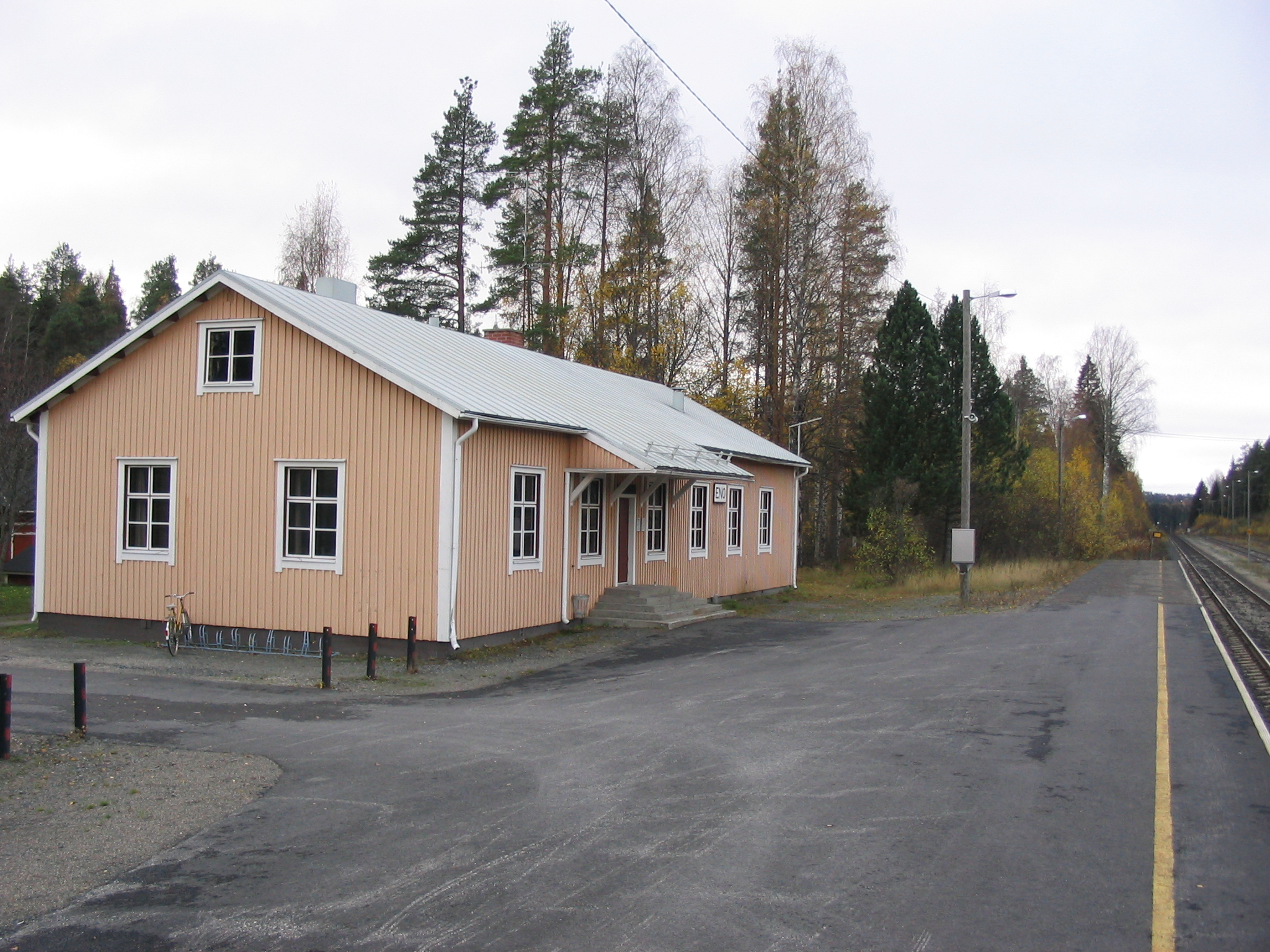
Bahnhof von Eno
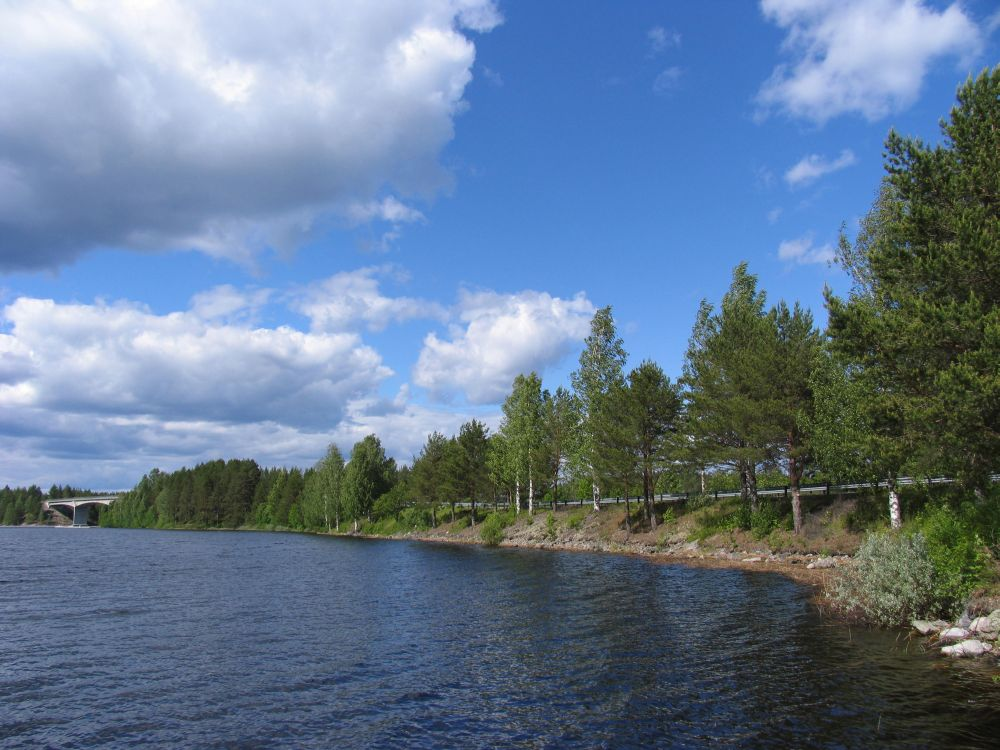
Brücke von Ahveninen